# Roparudden
Roparudden är en bostadsområde i Rytterne socken i sydvästra delen av Västerås kommun i Västmanland. Roparudden ligger på Nyckelön, direkt norr om Kvicksund, ungefär 2 mil sydväst om Västerås. Området  utgjorde till 2015 en småort och ingår därefter i tätorten Kvicksund.